# آزادی بیان در مقابل توهین به مقدسات
در بسیاری موارد تنشی میان آزادی سیاسی به ویژه آزادی بیان و برخی انواع هنرها از جمله ادبیات، بیان یا دیگر مواردی که به نظر برخی بی‌حرمتی به شعائر مذهبی یا توهین به مقدسات هستند وجود دارد. میزان این تنش و مناقشه‌ها در موارد مختلف در نقاط مختلف جهان متفاوت است.
تعبیر افراد از توهین هم متفاوت است. گاهی توهین به معنی ناسزا دانسته می‌شود (مثل سب نبی) و گاهی حتی ابراز اینکه یک مقام مذهبی اشتباه کرده است، از سوی پیروان آن مذهب توهین تلقی می‌شود.
هرچند بسیاری از قوانین ممنوعیت توهین به مقدسات، به ویژه در کشورهای غربی مدت‌هاست که لغو شده‌اند، در بسیاری نقاط و حوزه‌های قضایی همچنان باقی مانده‌اند (قانون توهین به مقدسات را ببینید). در برخی مناطق قوانین ممنوعیت توهین به مقدسات هنوز در ورق وجود دارند ولی به طور فعال اجرا نمی‌شود.
موضوع آزادی بیان در مقابل توهین به مقدسات نمی‌تواند به طور منزوی از نقش دین به عنوان قدرت سیاسی در برخی جوامع در نظر گرفته شود. در جوامعی که دین قدرت سیاسی دارد، توهین به مقدسات نه تنها توهین به دین، بلکه توهین به قدرت سیاسی تلقی می‌شود، و در نتیجه مجازات رسمی در پی دارد. همچنین پاسخ‌های عامه به توهین به مقدسات تمایل به خشونت بیشتر و شدیدتری دارند.
در پایین، فهرست مختصری از حوادث مدرن که منجر به تنش عمومی، آزار و اذیت، فراخوانی به قتل، یا دیگر اشکال سرکوب شده‌اند آمده‌اند.

## مسیحیت
- در ۱۸۸۶ رابرت اینگرسول، آزاداندیش آمریکایی از چارلز بی. رینولدز، مردی در بونتون، نیوجرسی در قبال اتهام توهین به مقدسات دفاع کرد. رینولدز این دعوی را باخت و ۵۰ دلار جریمه شد، که اینگرسول خود آن را پرداخت نمود. دفاع اینگرسول از رینولدز، شک و تردید جدی در مورد منطبق‌بودن قانون ممنوعیت توهین به مقدسات با قانون اساسی ایجاد کرد، و بعد از آن به ندرت کسی به اتهام توهین به مقدسات مورد پیگرد قرار گرفته است.
- برخی فیلم‌ها به خاطر محتوایی که توهین به مقدسات مسیحیت تلقی شده است، مورد انتقاد بوده‌اند، از جمله آخرین وسوسه مسیح و زندگی برایان. [نیازمند منبع]
- عکسی به نام شاش مسیح، اثر هنرمند آندرس سرانو جنجال‌برانگیز بوده است. این عکس، صلیب مسیحی و عیسی را غوطه‌ور در ادرار نشان می‌دهد.

## اسلام
«بسمه تعالی. انا للَّه و انا الیه راجعون. به اطلاع مسلمانان غیور سراسر جهان می‌رسانم مؤلف کتاب «آیات شیطانی» -که علیه اسلام و پیامبر و قرآن، تنظیم و چاپ و منتشر شده است-همچنین ناشرین مطلع از محتوای آن، محکوم به اعدام می‌باشند. از مسلمانان غیور می‌خواهم تا در هر نقطه که آنان را یافتند، سریعاً آن‌ها را اعدام نمایند تا دیگر کسی جرئت نکند به مقدسات مسلمین، توهین نماید و هر کس در این راه کشته شود، شهید است ان شاء الله. ضمناً اگر کسی دسترسی به مؤلف کتاب دارد؛ ولی خود، قدرت اعدام او را ندارد، او را به مردم، معرفی نماید تا به جزای اعمالش برسد؛ و السلام علیکم و رحمه الله و برکاته. روح‌الله الموسوی الخمینی‌».

فتوای خمینی برای کشتن سلمان رشدی و ناشران کتابش.
همه کسانی که از دین اسلام، روی‌گردان شوند، حکمشان اعدام است.

### موارد
- در ۹ مارس، ۱۹۷۷، ۱۲ مرد مسلح آمریکایی آفریقایی‌تبار که خود را مسلمان حنفی معرفی کرده بودند سه ساختمان در واشینگتن دی.سی. را اشغال کردند و خواستار جلوگیری از پخش فیلم محمد رسول‌الله شدند. همچنین خواستار آزادی برخی زندانیان شدند. دو نفر آنها کشته و بقیه زخمی شدند، و دیگران برای ۳۹ ساعت به گروگان گرفته شدند. این فیلم در واقع چهره محمد را نشان نداده بود.
- اقدام به ترور سلمان رشدی و برخی از مترجمان و ناشران کتابش: در ۱۹۸۹، سلمان رشدی نویسنده بریتانیایی هندی‌تبار به اتهام توهین به مقدسات اسلامی از سوی سید روح‌الله خمینی به مرگ، محکوم شد[۳] که بعدها توسط سید علی خامنه‌ای، مورد تأکید قرار گرفت.[۴]

در ۱۹۹۱ میلادی، هیتوشی ایگاراشی، مترجم کتاب آیات شیطانی به ژاپنی، در تسوکوبا، ایباراکی و در دانشگاهی که تدریس می‌کرد، به دست اسلام‌گرایان تروریست، کشته شد.
همچنین مترجم ایتالیایی کتاب در میلان، مورد ضرب و شتم و ضربات چاقو قرار گرفت.
در ۱۹۹۳، ویلیام نیگارد ناشر نروژی کتاب، به ضرب گلوله، کشته شد.
سی و هفت نفر از کسانی که برای سخنرانی مترجم بخش‌هایی از کتاب به ترکی یعنی عزیز نسین، طنزپرداز شناخته‌شده، گرد آمده بودند، در هتل محل تجمع در سیواس ترکیه به آتش کشیده شده و جان باختند.
همچنین یکی از اعضای حزب‌الله لبنان، برای کشتن رشدی، اقدام کرد؛ ولی خودش در هنگام بمب‌گذاری در یک هتل در پدینگتون مرکز لندن، به دلیل نابهِنگام عمل کردن بمب، کشته شد.
یک تاجر ایرانی نیز ۳ میلیون دلار برای کسی که حکم را در مورد رشدی اجرا کند پاداش تعیین کرد. دیگر علمای اسلامی این حکم را دنبال کرده و فتواهای مشابهی صادر نمودند.
دولت ایران پس از خمینی، سرانجام در ۱۹۹۸، درحالی که فتوا را غیرقابل بازگشت می‌دانست، وعده داد که خود را از آن فتوا جدا کند؛ با این حال، رشدی برای سال‌ها تحت حفاظت پلیس در مخفی‌گاه، باقی ماند.
- در مه ۱۹۹۴، فتوایی برای تسلیمه نسرین نویسنده بنگلادشی بعد از اینکه در نیواستیتزمن از او نقل شده بود «... قرآن باید به طور کامل اصلاح شود» صادر شد. این پیرو حملات و تعقیب او به خاطر کتاب‌اش در سال ۱۹۹۳ با عنوان لاجیا (واژه بنگالی به معنی 'شرم') بود.
- در ۱۹۹۷، تاتیانا سوسکین در الخلیل دستگیر شد، درحالی‌که مشغول وصل‌کردن یک نقاشی به جلوی در یک مغازه عرب بود، که در آن محمد به شکل یک خوک مشغول خواندن قرآن بود. این حادثه تنش قابل توجهی به وجود آورد، و او به دو سال زندان محکوم شد.[۷][۸]
- در ۱۹۹۸، غلام اکبر، یک مسلمان، در دادگاهی در رحیم‌یارخان، به علت اظهارات موهن علیه محمد در ۱۹۹۵ به مرگ محکوم شد. او اولین فردی بود که تحت بند ۲۹۵(س) قانون کیفری پاکستان چنین حکمی دریافت کرد.[۹]
- در اوت ۲۰۰۰، دادگاهی در لاهور عبد الحسین یوسف علی را به مرگ و ۳۵ سال زندان به خاطر «بی‌حرمتی به نام محمد» محکوم کرد. این حکم تحت بندهای ۲۹۵(آ)، ۲۹۵(س) و ۲۹۸ داده شد.[۱۰]
- در ۲۰۰۱، پیش از ۹/۱۱، مجله تایم آمریکا تصویری از محمد در کنار جبرئیل در حال انتظار برای دریافت وحی از خدا منتشر کرد. بعد از تظاهرات گسترده در کشمیر، مجله از انتشار تصویر عذرخواهی کرد.
- در ژوئن ۲۰۰۲، هاشم آقاجری دانشگاهی اهل ایران، در یک سخنرانی مسلمانان را به چالش کشیده بود که کورکورانه از روحانیت پیروی نکنند. سخنان او اعتراض گسترده در پی داشت، و در نوامبر ۲۰۰۲ به خاطر «توهین به مقدسات علیه محمد» به مرگ محکوم شد. در سال ۲۰۰۴، به خاطر اعتراض‌های داخلی و بین‌المللی حکم او به پنج سال زندان کاهش یافت.[۱۱]
- در اوت ۲۰۰۲، پلیس ایتالیا خبر از کشف یک توطئه تروریستی برای تخریب کلیسایی در بولونیای ایتالیا داد. این کلیسا دارای فرسکوی متعلق به سده ۱۵ بود که محمد در آن به تصویر کشیده شده بود.[۱۲]
- در نوامبر ۲۰۰۲، روزنامهٔ نیجریه‌ای ThisDay قبل از مراسم دوشیزه دنیا ۲۰۰۲ مقاله‌ای منتشر کرد که عنوان می‌کرد محمد کدام یک از شرکت‌کنندگان مراسم را به عنوان عروس خود انتخاب می‌کرده است. این باعث وقوع شورش‌هایی شد که در نهایت بیش از ۲۰۰ کشته داد.[۱۳]
- تئودور ون گوگ فیلم‌ساز هلندی در ۲ نوامبر ۲۰۰۴ به دلیل ساخت فیلمی ۱۰ دقیقه‌ای دربارهٔ بدرفتاری با زنان در اسلام به نام تسلیم (Submission) توسط محمد بویری به قتل رسید. نامه‌ای تهدیدآمیز به نویسنده این فیلم، آیان حرصی علی با چاقو به بدن تئو ون گوگ سنجاق شده بود. آیان حرصی علی، بلافاصله بعد از این ترور به مخفی‌گاه منتقل شد و هم‌اکنون توسط بادیگاردها حفاظت می‌شود.[۱۴]
- در سپتامبر ۲۰۰۵، گالری تیت بریتانیا تصمیم گرفت که اثری ساخته‌شده در ده سال پیش توسط جان لاتام با عنوان خدا بزرگ است (شماره ۲) را به نمایش عمومی نگذارد. در این اثر، بخش‌هایی از قرآن، انجیل و تلمود به‌هم ریخته شده بودند. این نمایشگاه تا ۷ ژوئیه ۲۰۰۵ تعطیل شد، علت این تصمیم موزه بمب‌گذاری‌های لندن بود.[۱۵][۱۶]
- در سپتامبر ۲۰۰۵، یولاندز پستن روزنامهٔ دانمارکی ۱۲ کارتون محمد را چاپ کرد، که چهار ماه بعد از آن منجر به ناآرامی‌های گسترده در جهان اسلامی شد (از جمله بیش از ۱۰۰ کشته به جا گذاشت)، سفارت‌خانه‌هایی به آتش کشیده شدند و به تنش‌های بین‌المللی دامن زد.[۱۷] (جنجال کاریکاتورهای محمد در یولاندز پستن را ببینید)
- در سال ۲۰۰۶، ساوت پارک، انیمیشن کمدی تلویزیونی در آمریکا، که پیشتر در اپیزود ۴ ژوئیه ۲۰۰۴ به نام Super Best Friends، محمد را به تصویر کشیده بود،[۱۸] در سکانس افتتاحیه تمام قسمت‌ها بعد از آن اپیزد تصویر محمد را نشان می‌داد که طعنه‌ای به حادثه روزنامه دانمارکی بود.[۱۹] در اپیزد «جنگ‌های کارتونی ۲»، سازندگان سریال قصد داشتند محمد را در حال اهدای یک کلاه‌ایمنی قزل‌آلا به پیتر گریفن نشان دهند، که شخصیتی در سریال فمیلی گای است. با این حال، کمدی سنترال با حضور این صحنه در سریال مخالفت کرد زیرا نگران تظاهرات خشونت‌آمیز در جهان اسلام بود. سازندگان ساوت پارک (مت استون و تری پارکر) این بار به خاطر استاندارد دوگانه کمدی سنترال برای قبول‌نکردن پخش، قسمت جدیدی به اپیزد «جنگ‌های کارتونی، بخش ۲» اضافه کردند که در آن رئیس‌جمهور آمریکا جورج بوش و عیسی در حال مدفوع کردن بر روی پرچم ایالات متحده آمریکا نشان داده شدند.

محمد در اپیزد "Super Best Friends" ساوت پارک در سال ۲۰۰۱ ظاهر شد. تصویر از اپیزد "جنگ‌های کارتونی" و اپیزودهای "۲۰۰" و "۲۰۱" سال ۲۰۱۰ به خاطر مناقشه‌های کارتون‌های محمد در روزنامه‌های اروپایی حذف شد.

- در فوریه ۲۰۰۶، منفرد ون اچ، در آلمان به یک سال حبس مشروط محکوم شد، به این علت که دستمال توالت‌هایی که رویشان قرآن چاپ شده بود به مساجد و رسانه‌ها ارسال کرده بود.[۲۰]
- در ژوئیه ۲۰۰۷، لارش ویلکس هنرمند و کاریکاتوریست سوئدی در نمایشگاهی با موضوع «سگ در هنر» با تصویری از محمد در قالب سگ شرکت کرد. متعاقب آن، او تهدیدهای مرگی دریافت کرده است.[۲۱]
- در سپتامبر ۲۰۰۷، روزنامه‌ای در بنگلادش کمیکی در مورد محمد منتشر کرد. نسخه‌های این روزنامه سوزانده شدند و کارتونیست آن زندانی شد.

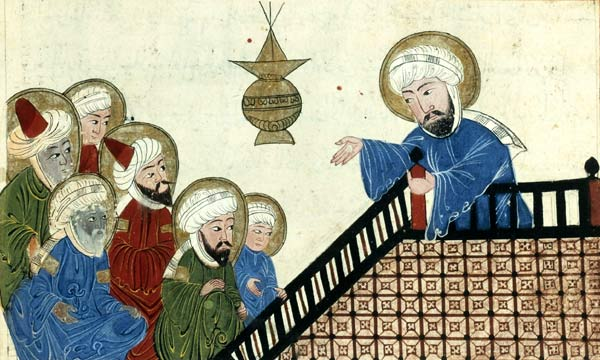
تصویری از سده ۱۵ که در نسخه خطی ابوریحان بیرونی به جا مانده، و محمد را در حال موعظه قرآن در مکه نشان می‌دهد مجادله‌ای در ویکی‌پدیا به‌پا کرد، زیرا ویرایشگرانی خواستار پاک شدن آن شده بودند.

- در نوامبر ۲۰۰۷، مدرسه‌ای در سودان خبرساز شد. آموزگار کلاس متهم شده بود که سر کلاس به دانش‌آموزان اجازه داده یک خرس عروسکی را محمد بنامند. آموزگار به اتهام توهین به اسلام محکوم شد و پیام‌های تهدید به مرگ دریافت کرد.[۲۲] آموزگار در ۳ دسامبر توسط عمرالبشیر رئیس‌جمهور سودان عفو شد.[۲۳]
- در فوریه ۲۰۰۸، تظاهراتی خواستار پاک‌کردن تصاویر محمد از مقاله‌های ویکی‌پدیا شد. تصویر اصلی بحث‌انگیز، نقاشی محمد در مکه بود. ویکی‌پدیا از پاک‌کردن تصاویر خودداری کرد.[۲۴]
- فیلم فتنه از سیاستمدار هلندی خیرت ویلدرس که مدعی شده بود قرآن خشونت‌آمیز است با مخالفت و درخواست سانسور فیلم روبر شد.
- در ۱۳ مه ۲۰۰۸، گرگوریوس نکشات، کارتونیست هلندی، همکار تئو ون گوگ دستگیر شد. خانهٔ او مورد بازرسی پلیس قرار گرفت و کامپیوتر و کتاب‌های طراحی او مصادره شد. او در زندان مورد بازجویی قرار گرفت و مجبور به حذف هشت کارتون از وبگاه خود شد. این عمل با انتقادهایی از دادگستری هلند روبرو شد.[۲۵]
- در سال ۲۰۱۰، موزه متروپولیتن نیویورک بی‌سروصدا تصاویر محمد را به دلیل ترس از واکنش برخی مسلمانان از نمایش عمومی خارج کرد. کشور رزوی، یک متخصص هنرهای اسلامی در این باره گفت: «موزه‌ها نباید از نشان دادن اینها در کاربرد تاریخی‌شان دوری ورزند.»[۲۶]
- در سپتامبر ۲۰۱۲، بعد از پست تریلر فیلم مظلومیت مسلمانان در یوتیوب، ناآرامی‌هایی در جهان اسلام اتفاق افتاد.[۲۷]

## سیکیسم
- در سال ۲۰۰۲، بازی رایانه‌ای هیتمن ۲: قاتل خاموش موجب مناقشه‌ای به خاطر کشته شدن سیک‌ها و به تصویر کشیدن مقدس‌ترین مکان سیک‌ها، دربار صاحب شد. در نهایت نسخه جدیدی از بازی با حذف این موارد منتشر شد.

## هندوئیسم
- مقبول فدا حسین، هنرمند هندی، توسط گروه‌های ملی‌گرای هندو مورد حمله قرار گرفت. علت آن نقاشی از خدایان برهنه هندو و همچنین نقاشی به نام بهارات ماتا بود که در آن یک زن هندوی برهنه با نام‌های ایالات هند در بدن خود غرق می‌شد.